# Shabu shabu
Lo shabu shabu (しゃぶしゃぶ), traslitterato anche syabu syabu, è una variante giapponese di un piatto tradizionale cinese.

## Storia
Lo shabu shabu è stato introdotto in Giappone all'inizio del novecento, con l'apertura del ristorante Suehiro ad Osaka. Le sue origini possono essere ritrovate nell'hot pot cinese, conosciuto come shuan yang rou; questo piatto infatti è molto più vicino alla fattura dei piatti cinesi che ai piatti al vapore giapponesi (nabemono) come il sukiyaki. Insieme a quest'ultimo lo shabu shabu è un piatto comune nei ristoranti per turisti a Tokyo, così come nei ristoranti giapponesi negli Stati Uniti ed in Canada.

## Il piatto
Il piatto è simile allo stile di cucina sukiyaki, con la cottura contemporanea di carne e verdure, solitamente serviti con salse varie. I giapponesi lo considerano più salato e meno dolce del sukiyaki stesso, chiamando il suo sapore umami. È un piatto generalmente consumato d'inverno. Sono utilizzate fettine sottili di manzo, di cui spesso viene utilizzata la parte del controfiletto, ma sono comuni anche tagli meno nobili. La preparazione moderna fa uso anche di maiale, pollo, oca, granchio ed aragosta. Talvolta vengono usate anche carni più costose e prelibate, come il wagyū.
La tavola viene preparata con una pentola al centro della tavola, sopra un fornello acceso, in cui bolle dell'acqua oppure una zuppa dashi, fatta con kombu. Attorno alla pentola sono posti numerosi piattini e recipienti con dentro le sottilissime fette di carne descritte in precedenza e listelline di verdure: rape cinesi, petali di crisantemo, alghe nori, cipolle, carote, funghi shiitake e enokitake. Vi sono inoltre gli accompagnamenti ad esse: tofu e salsa ponzu, o goma, a base di semi di sesamo e, a seconda del luogo, con udon, mochi o spaghetti harusame.
Il piatto si gusta prendendo i pezzetti di carne e verdure con le bacchette, immergendoli nella pentola per qualche secondo e mangiandoli direttamente dopo averli tuffati velocemente nella salsa ponzu. Una volta che lo shabu shabu è stato terminato, il brodo rimasto nella pentola solitamente viene unito al riso rimanente e la zuppa restante viene mangiata in seguito. È proprio il fischiare della pentola durante la cottura a bollore che ha dato alla pietanza il suo nome: shabu-shabu può infatti essere tradotto come fiuu-fiuu o swish-swish.